# Liste der Stolpersteine in Solingen-Dorp

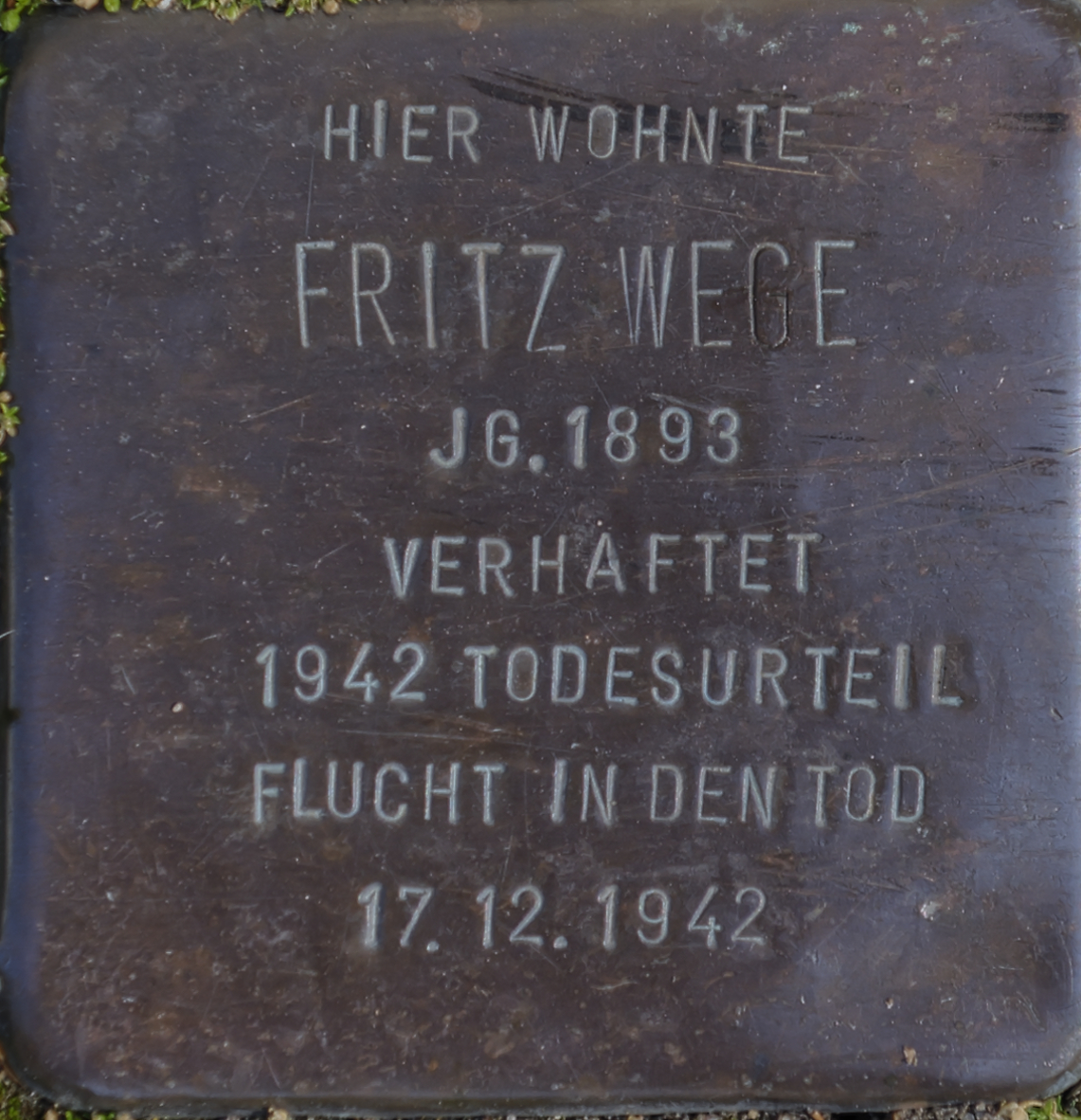
Der erste Stolperstein in Solingen

Die Liste der Stolpersteine in Solingen-Dorp enthält Stolpersteine, die im Rahmen des gleichnamigen Kunst-Projekts von Gunter Demnig in Solingen-Dorp verlegt wurden. Mit ihnen soll an Opfer des Nationalsozialismus erinnert werden, die in Solingen-Dorp lebten und wirkten.
Diese Liste ist Teil der Liste der Stolpersteine in Solingen.

## Liste der Stolpersteine
| Nr. | Person             | Adresse           | Inschrift                                                                                               | Bild | weitere Informationen |
| --- | ------------------ | ----------------- | --- | ---- | --- |
| 71  | Alice Bettenhausen | Bozener Str. 38 ⊙ | Hier wohnte Alice Bettenhausen geb. Sobotki Jg. 1905 Deportiert 1941 Łódź ermordet                      |      | Alice Bela Sobotki wurde am 30. April 1905 in Barmen – Elberfeld (Wuppertal) geboren und wohnhaft in Köln und Solingen. Sie wurde am 27. Oktober 1941 von Düsseldorf in das Ghetto Litzmannstadt (Łódź) und am 26. Juni 1944 in das KZ Kulmhof (Chelmno) deportiert. Hier wurde sie am 27. Juni 1944 ermordet. |
| 72  | Fritz Wieter       | Ritterstr. 1 ⊙    | Hier wohnte Dr. Fritz Wieter Jg. 1907 Schutzhaft 1937 Eingezogen zur Wehrmacht in Italien vermisst 1943 |      | Fritz Wieter wurde 1937 in Schutzhaft genommen und war danach illegal für die Bekennende Kirche in Berlin-Brandenburg tätig. Er wurde am 25. Januar 1942 durch Gemeinde Solingen-Dorp zum Pfarrer gewählt. Später wurde zum Wehrdienst verpflichtet und seit dem 5. Mai 1943 in Italien vermisst.              |